# Ellaville
Ellaville est une ville de Géorgie, aux États-Unis. Il s'agit du siège du comté de Schley.

## Démographie
| 1880 | 1900 | 1910 | 1920 | 1930 | 1940 |
| ---- | ---- | ---- | ---- | ---- | ---- |
| 182  | 474  | 672  | 693  | 764  | 928  |

| 1950 | 1960 | 1970  | 1980  | 1990  | 2000  |
| ---- | ---- | ----- | ----- | ----- | ----- |
| 886  | 905  | 1 391 | 1 684 | 1 724 | 1 609 |

| 2010  | - | - | - | - | - |
| ----- | - | - | - | - | - |
| 1 812 | - | - | - | - | - |